# Дискография Spice Girls
Дискография группы Spice Girls состоит из трёх студийных альбомов, одного сборника, одиннадцати синглов и шестнадцати видеоклипов. Группа была основана в 1994 году и в её состав входило пять девушек: Виктория Адамс, Мелани Браун, Эмма Бантон, Мелани Чисхолм и Джери Халлиуэлл. Дебютным синглом группы стала песня «Wannabe», выпущенная на лейбле Virgin Records в Великобритании в июле 1996 года. Сингл возглавил чарты в тридцати одной стране и стал самым продаваемым дебютным синглом в истории. В Великобритании он возглавлял UK Singles Chart семь недель, а в США Billboard Hot 100 три недели. За ним группа выпустила синглы «Say You’ll Be There» и «2 Become 1», которые также возглавили чарт в Великобритании и попали в пятёрку почти всех чартов Европы и в США. Дебютный альбом группы Spice был выпущен в ноябре 1996 года и уже после двух недель было продано более 2 млн копий, а за семь месяцев 10 млн. Всего было продано более 28 млн копий альбома в мире и он получил статус десятикратно платинового от британской ассоциации производителей фонограмм. Четвёртый сингл группы «Who Do You Think You Are» / «Mama» также возглавил британский чарт.
В ноябре 1997 года группа выпустила свой второй альбом Spiceworld, который разошёлся тиражом более 20 млн экземпляров во всём мире и стал пять раз платиновым в Великобритании. В состав альбома вошло три сингла, которые возглавляли UK Singles Chart: «Spice Up Your Life», «Too Much» и «Viva Forever», а сингл «Stop» дошёл до второго места. В мае 1998 года Халлиуэлл вышла из состава группы и начала сольную карьеру. В ноябре 2000 года оставшиеся члены Spice Girls выпустили свой третий альбом Forever, который достиг второго места в Великобритании и получил платиновый статус. Два сингла из альбома возглавляли UK Singles Chart: «Goodbye» и «Holler» / «Let Love Lead the Way». В 2001 году участницы группы решили взять паузу и заняться сольными проектами.
В июне 2007 года все пять членов Spice Girls объединились, чтобы записать новый альбом. В ноябре они выпустили альбом Greatest Hits, который содержал две новые песни «Headlines (Friendship Never Ends)» и «Voodoo». Альбом дошёл до второго места в Великобритании, получив статус платинового, и возглавил чарт в Австралии. За свою карьеру группа продала записей в общей сложности тиражом свыше 80 миллионов копий.

## Альбомы

### Студийные альбомы
| Год  | Детали | Позиции в чартах | Позиции в чартах | Позиции в чартах | Позиции в чартах | Позиции в чартах | Позиции в чартах | Позиции в чартах | Позиции в чартах | Позиции в чартах | Позиции в чартах | Сертификации |
| Год  | Детали | UK               | AUS              | CAN              | GER              | IRE              | NED              | NZ               | SWE              | SWI              | US               | Сертификации |
| ---- | --- | ---------------- | ---------------- | ---------------- | ---------------- | ---------------- | ---------------- | ---------------- | ---------------- | ---------------- | ---------------- | --- |
| 1996 | Spice - Релиз: 4 ноября 1996 - Лейбл: Virgin - Форматы: CD, аудиокассета, грампластинка, мини-диск, цифровая дистрибуция               | 1                | 3                | 1                | 6                | 1                | 1                | 1                | 1                | 5                | 1                | Список - AUS: 6× Платиновый - AUT: Платиновый - ARG: Платиновый - BEL: 3× Платиновый - BRA:2× Платиновый - UK: 10× Платиновый - GER: 3× Золотой - DEN: 3× Платиновый - ISR: Платиновый - ESP: 9× Платиновый - IRE: 9× Платиновый - ITA: 5× Платиновый - CAN: Бриллиантовый - NED: 3× Платиновый - NZ: 7× Платиновый - NOR: 2× Платиновый - POL: 2× Платиновый - POR: 2× Платиновый - US: 7× Платиновый - FIN: Платиновый - FRA: Бриллиантовый - SWI: 2× Платиновый - SWE: 2× Платиновый - JPN: 4× Платиновый |
| 1997 | Spiceworld - Релиз: 4 ноября 1997 - Лейбл: Virgin - Форматы: CD, CD(+VCD), аудиокассета, грампластинка, минидиск, цифровая дистрибуция | 1                | 2                | 2                | 4                | 1                | 1                | 1                | 3                | 2                | 3                | Список - AUS: 6× Платиновый - AUT: Платиновый - BEL: 2× Платиновый - BRA: Платиновый - UK: 5× Платиновый - GER: Платиновый - CAN: Бриллиантовый - MEX: Золотой - NED: Платиновый - NZ: 3× Платиновый - NOR: Платиновый - POL: 2× Платиновый - US: 4× Платиновый - FIN: 3× Платиновый - FRA: 2× Платиновый - SWI: 2× Платиновый - SWE: 2× Платиновый |
| 2000 | Forever - Релиз: 6 ноября 2000 - Лейбл: Virgin - Форматы: CD, аудиокассета, минидиск, цифровая дистрибуция                             | 2                | 9                | 6                | 6                | 15               | 30               | 25               | 24               | 11               | 39               | Список - AUS: Золотой - AUT: Золотой - BEL: Золотой - BRA: Золотой - UK: Платиновый - GER: Золотой - CAN: 2× Платиновый - NED: Золотой - NZ: Золотой - SWI: Платиновый |

### Сборники
| Год  | Детали                                                                                        | Позиции в чартах | Позиции в чартах | Позиции в чартах | Позиции в чартах | Позиции в чартах | Позиции в чартах | Позиции в чартах | Позиции в чартах | Позиции в чартах | Позиции в чартах | Сертификации                                                                                            |
| Год  | Детали                                                                                        | UK               | AUS              | CAN              | GER              | IRE              | NED              | NZ               | SWE              | SWI              | US               | Сертификации                                                                                            |
| ---- | --------------------------------------------------------------------------------------------- | ---------------- | ---------------- | ---------------- | ---------------- | ---------------- | ---------------- | ---------------- | ---------------- | ---------------- | ---------------- | --- |
| 2007 | Greatest Hits - Релиз: 9 ноября 2007 - Лейбл: Virgin - Форматы: CD, DVD, цифровая дистрибуция | 2                | 1                | 11               | 50               | 9                | 73               | 15               | 50               | 52               | 93               | Список - UK: Платиновый - AUS: Платиновый - CAN: Золотой - IRE: Платиновый - NZ: Золотой - BRA: Золотой |

### Сборники ремиксов и караоке-альбомы
| Год  | Альбом                                                     | Примечания         |
| ---- | ---------------------------------------------------------- | ------------------ |
| 1997 | Sing-A-Long With Spice Girls                               | - Караоке-альбом   |
| 1998 | Sing Out Sisters! (The Ultimate Girl Anthem Karaoke Album) | - Караоке-альбом   |
| 2007 | Club Remixes                                               | - Сборник ремиксов |

## Синглы
| 1996                                                                                                   | Wannabe                           | 1  | 1  | 1  | 1  | 1  | 1  | 1 | 1  | 1  | 1  | Список - UK: Платиновый - AUS: 2× Платиновый - FRA: Бриллиантовый - GER: Золотой - NED: Золотой - NOR: Платиновый - SWE: Золотой - SWI: Золотой - US: Платиновый - JPN: Золотой | Spice         |
| 1996                                                                                                   | Say You'll Be There               | 1  | 12 | 2  | 16 | 2  | 6  | 2 | 4  | 4  | 3  | Список - UK: Платиновый - AUS: Золотой - BEL: Золотой - FRA: Золотой - NOR: Золотой - US: Золотой                                                                               | Spice         |
| 1996                                                                                                   | 2 Become 1                        | 1  | 2  | 4  | 13 | 1  | 3  | 3 | 7  | 10 | 4  | Список - UK: Платиновый - AUS: Платиновый - BEL: Золотой - NOR: Золотой - FRA: Золотой - US: Золотой                                                                            | Spice         |
| 1997                                                                                                   | Who Do You Think You Are / Mama   | 1  | 13 | 16 | 4  | 1  | 2  | 6 | 5  | 6  | —  | Список - UK: Платиновый - BEL: Золотой - FRA: Серебряный - GER: Золотой - SWE: Золотой                                                                                          | Spice         |
| 1997                                                                                                   | Spice Up Your Life                | 1  | 8  | 3  | 14 | 2  | 2  | 2 | 2  | 5  | 18 | Список - AUS: Платиновый - BEL: Платиновый - UK: Платиновый - US: Золотой - FRA: Золотой - SWE: Платиновый                                                                      | Spiceworld    |
| 1997                                                                                                   | Too Much                          | 1  | 9  | 20 | 21 | 4  | 15 | 9 | 18 | 18 | 9  | Список - UK: Платиновый - AUS: Золотой - FRA: Серебряный | Spiceworld    |
| 1998                                                                                                   | Stop                              | 2  | 5  | 12 | 35 | 3  | 6  | 9 | 8  | 20 | 16 | Список - UK: Серебряный - AUS: Золотой - FRA: Серебряный | Spiceworld    |
| 1998                                                                                                   | Viva Forever                      | 1  | 2  | 18 | 4  | 2  | 7  | 1 | 6  | 3  | —  | Список - UK: Платиновый - AUS: Платиновый - FRA: Серебряный - GER: Золотой - SWE: Золотой - SWI: Золотой                                                                        | Spiceworld    |
| 1998                                                                                                   | Goodbye                           | 1  | 3  | 21 | 17 | 1  | 4  | 1 | 2  | 8  | 11 | Список - UK: Платиновый - AUS: Платиновый - CAN: 2× Платиновый - NZ: Платиновый - SWE: Золотой - US: Золотой                                                                    | Forever       |
| 2000                                                                                                   | Holler / Let Love Lead the Way    | 1  | 2  | 44 | 17 | 3  | 15 | 2 | 8  | 15 | —  | Список - UK: Серебряный - AUS: Платиновый - NZ: Золотой | Forever       |
| 2007                                                                                                   | Headlines (Friendship Never Ends) | 11 | 74 | —  | 46 | 29 | —  | — | 3  | —  | 90 | | Greatest Hits |
| Символ «—» означает, что релиз либо не участвовал в данном чарте, либо не был выпущен в данной стране. |                                   |    |    |    |    |    |    |   |    |    |    | |               |

### Промо
В данном разделе указаны промо, которые впоследствии не выпускались синглами.
| Год  | Песня                                  |
| ---- | -------------------------------------- |
| 1996 | Sleigh Ride                            |
| 1997 | Step To Me                             |
| 1997 | Move Over / Generationext (Live)       |
| 1997 | Pepsi Chart Special — Live In Istanbul |
| 2000 | Let Love Lead The Way                  |
| 2001 | If You Wanna Have Some Fun             |
| 2001 | Weekend Love                           |
| 2007 | Megamix                                |

### Совместные синглы
В этом разделе указаны песни, записанные Spice Girls совместно с другими исполнителями и выходившие в качестве синглов.
| 1998                                                                                                   | (How Does It Feel to Be) On Top of the World? (в составе England United)                  | 9  | —  | Песни для благотворительных кампаний |
| 1999                                                                                                   | It's Only Rock 'n Roll (But I Like It) (в составе Various Artists for Children’s Promise) | 19 | 92 | Песни для благотворительных кампаний |
| Символ «—» означает, что релиз либо не участвовал в данном чарте, либо не был выпущен в данной стране. |                                                                                           |    |    |                                      |

### Песни для рекламы
| Год  | Песня                       | Примечания |
| ---- | --------------------------- | --- |
| 1997 | Power of Five               | - Переписанная песня «5-4-3-2-1» группы Manfred Mann - Рекламная песня, использованная во время запуска канала Channel 5 в Великобритании |
| 1997 | Step to Me                  | - Записана для рекламной кампании Pepsi                                                                                                   |
| 1997 | Move Over (Generation Next) | - Записана для рекламной кампании Pepsi                                                                                                   |
| 1998 | Nick Spice                  | - Песня для канала Nickelodeon |
| 2001 | If You Wanna Have Some Fun  | - Рекламная компиляция музыкальных клипов, для продвижения третьего сингла с альбома Forever                                              |

## Видеоальбомы
| Год  | Детали                                                                                            | Сертификации                          |
| ---- | ------------------------------------------------------------------------------------------------- | ------------------------------------- |
| 1997 | One Hour of Girl Power - Релиз: 28 октября 1997 - Лейбл: Virgin - Форматы: VHS, лазердиск         | CAN: 8× Платиновый FRA: 3× Платиновый |
| 1997 | Girl Power! Live in Istanbul - Релиз: 27 января 1998 - Лейбл: Virgin - Форматы: VHS, DVD          | US: Платиновый FRA: Бриллиантовый     |
| 1998 | Live at Wembley Stadium - Релиз: 24 ноября 1998 - Лейбл: Virgin - Форматы: VHS, DVD, VCD          | US: Платиновый                        |
| 1999 | Spice Girls in America: A Tour Story - Релиз: 10 августа 1999 - Лейбл: Virgin - Форматы: VHS, DVD |                                       |
| 2000 | Forever More - Релиз: 13 ноября 2000 - Лейбл: Virgin - Форматы: DVD                               |                                       |

## Видеоклипы
| Год  | Песня                                                                   | Режиссёр(ы)                                        |
| ---- | ----------------------------------------------------------------------- | -------------------------------------------------- |
| 1996 | Wannabe                                                                 | Джоан Камитц                                       |
| 1996 | Say You’ll Be There                                                     | Воген Арнелл                                       |
| 1996 | 2 Become 1                                                              | Big TV! (Энди Дилэни и Монти Уитеблум)             |
| 1997 | Mama                                                                    | Big TV! (Энди Дилэни и Монти Уитеблум)             |
| 1997 | Who Do You Think You Are                                                | Грег Масуак                                        |
| 1997 | Who Do You Think You Are                                                | Грег Масуак                                        |
| 1997 | Spice Up Your Life                                                      | Маркус Ниспель                                     |
| 1997 | Too Much                                                                | Ховард Гринхолг                                    |
| 1998 | Stop                                                                    | Джеймс Браун                                       |
| 1998 | (How Does it Feel to Be) On Top of the World (в составе England United) | Не известно                                        |
| 1998 | Viva Forever                                                            | Стив Бокс                                          |
| 1998 | Goodbye                                                                 | Ховард Гринхолг                                    |
| 2000 | Holler                                                                  | Джейк Нэва                                         |
| 2000 | Let Love Lead the Way                                                   | Грег Масуак                                        |
| 2000 | If You Wanna Have Some Fun                                              | Нарезка видеофрагментов с предыдущих клипов группы |
| 2007 | Headlines (Friendship Never Ends)                                       | Энтони Мэндлер                                     |